# Stargazing (Myles Smith)
Stargazing is een nummer van de Engelse singer-songwriter Myles Smith, uitgebracht op 10 mei 2024 via Sony Music.  Het wordt beschouwd als zijn doorbraakhit. De zanger behaalde zijn allereerste nummer 1 hit in België (Vlaanderen), waar het anno 23 juni 2 weken bovenaan stond. 

## Achtergrond
In een interview met Billboard verklaarde Myles Smith dat hij het nummer had gemaakt tijdens zijn bezoek aan Malibu, Californië in januari 2024, toen hij "iets wilde schrijven dat echt warm, leuk en gelukkig is". De titel is geïnspireerd op een moment waarop hij met zijn vrienden naar een zonsondergang in Malibu keek. 
Op 8 april 2024, voordat het nummer af was, plaatste Smith een fragment van hem terwijl hij de hook van het nummer op akoestische gitaar uitvoerde op de app TikTok..Op 16 april gaf hij een preview van een demoversie van het nummer. Op 21 april bracht Smith de officiële audio van het nummer uit op TikTok, dat sindsdien de soundtrack van meer dan 50.000 clips heeft opgeleverd. 

## Hitlijsten
Nederlandse Top 40
| Hitnotering: 07-06-2024 - heden | Hitnotering: 07-06-2024 - heden | Hitnotering: 07-06-2024 - heden | Hitnotering: 07-06-2024 - heden | Hitnotering: 07-06-2024 - heden | Hitnotering: 07-06-2024 - heden | Hitnotering: 07-06-2024 - heden | Hitnotering: 07-06-2024 - heden | Hitnotering: 07-06-2024 - heden | Hitnotering: 07-06-2024 - heden | Hitnotering: 07-06-2024 - heden | Hitnotering: 07-06-2024 - heden | Hitnotering: 07-06-2024 - heden |
| Week:                           | 1                               | 2                               | 3                               | 4                               | 5                               | 6                               | 7                               | 8                               | 9                               | 10                              | 11                              | 12                              |
| ------------------------------- | ------------------------------- | ------------------------------- | ------------------------------- | ------------------------------- | ------------------------------- | ------------------------------- | ------------------------------- | ------------------------------- | ------------------------------- | ------------------------------- | ------------------------------- | ------------------------------- |
| Positie:                        | 24                              | 11                              | 8                               | 8                               | 7                               | 7                               | 7                               | 5                               | 5                               | 4                               | 4                               | 3                               |

### Ultratop 50 Vlaanderen
| Hitnotering: 03-02-2024 - 04-01-2025 | Hitnotering: 03-02-2024 - 04-01-2025 | Hitnotering: 03-02-2024 - 04-01-2025 | Hitnotering: 03-02-2024 - 04-01-2025 | Hitnotering: 03-02-2024 - 04-01-2025 | Hitnotering: 03-02-2024 - 04-01-2025 | Hitnotering: 03-02-2024 - 04-01-2025 | Hitnotering: 03-02-2024 - 04-01-2025 | Hitnotering: 03-02-2024 - 04-01-2025 | Hitnotering: 03-02-2024 - 04-01-2025 | Hitnotering: 03-02-2024 - 04-01-2025 | Hitnotering: 03-02-2024 - 04-01-2025 | Hitnotering: 03-02-2024 - 04-01-2025 | Hitnotering: 03-02-2024 - 04-01-2025 | Hitnotering: 03-02-2024 - 04-01-2025 | Hitnotering: 03-02-2024 - 04-01-2025 | Hitnotering: 03-02-2024 - 04-01-2025 | Hitnotering: 03-02-2024 - 04-01-2025 | Hitnotering: 03-02-2024 - 04-01-2025 |
| Week:                                | 1                                    | 2                                    | 3                                    | 4                                    | 5                                    | 6                                    | 7                                    | 8                                    | 9                                    | 10                                   | 11                                   | 12                                   | 13                                   | 14                                   | 15                                   | 16                                   | 17                                   |                                      |
| ------------------------------------ | ------------------------------------ | ------------------------------------ | ------------------------------------ | ------------------------------------ | ------------------------------------ | ------------------------------------ | ------------------------------------ | ------------------------------------ | ------------------------------------ | ------------------------------------ | ------------------------------------ | ------------------------------------ | ------------------------------------ | ------------------------------------ | ------------------------------------ | ------------------------------------ | ------------------------------------ | ------------------------------------ |
| Positie:                             | 48                                   | 29                                   | 10                                   | 1                                    | 1                                    | 2                                    | 4                                    | 3                                    | 2                                    | 2                                    | 1                                    | 1                                    | 1                                    | 1                                    | 3                                    | 3                                    | 2                                    |                                      |
| Week:                                | 18                                   | 19                                   | 20                                   | 21                                   | 22                                   | 23                                   | 24                                   | 25                                   | 26                                   | 27                                   | 28                                   | 29                                   | 30                                   | 31                                   | 32                                   |                                      |                                      |                                      |
| Positie:                             | 2                                    | 4                                    | 5                                    | 4                                    | 5                                    | 6                                    | 5                                    | 4                                    | 8                                    | 14                                   | 7                                    | 34                                   | 20                                   | 37                                   | 46                                   | uit                                  |                                      |                                      |